# Phyllanthus mirabilis
Phyllanthus mirabilis är en emblikaväxtart som beskrevs av Johannes Müller Argoviensis. Phyllanthus mirabilis ingår i släktet Phyllanthus och familjen emblikaväxter. Inga underarter finns listade i Catalogue of Life.

## Bildgalleri

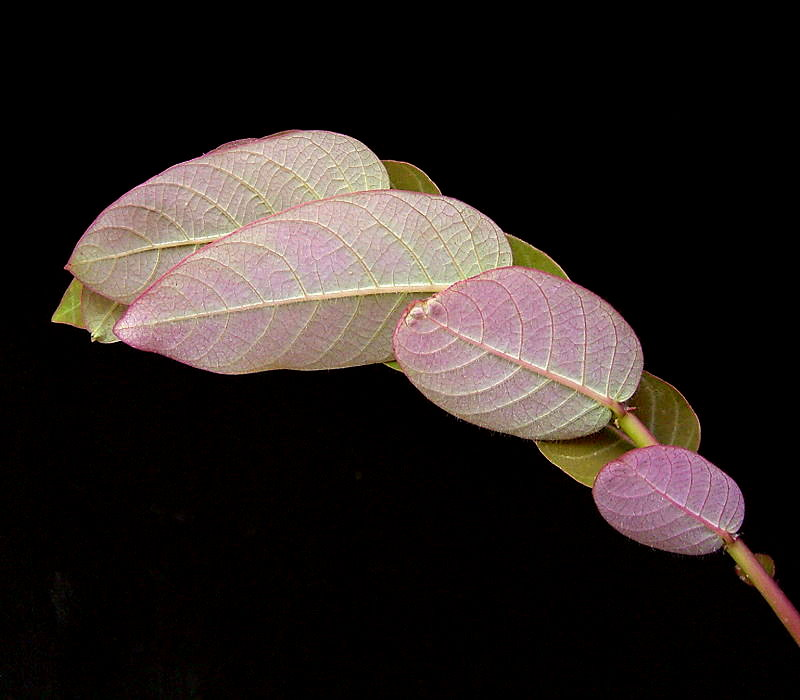
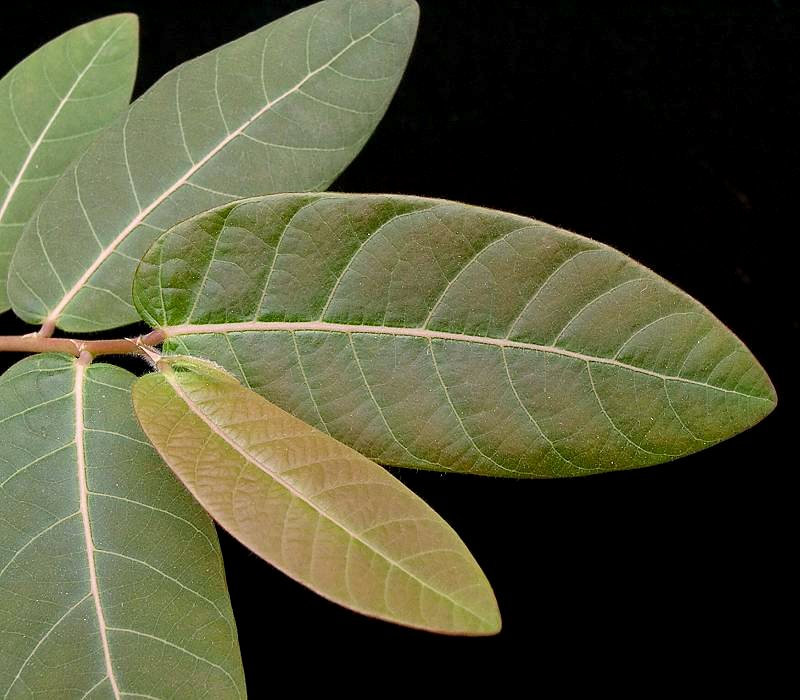
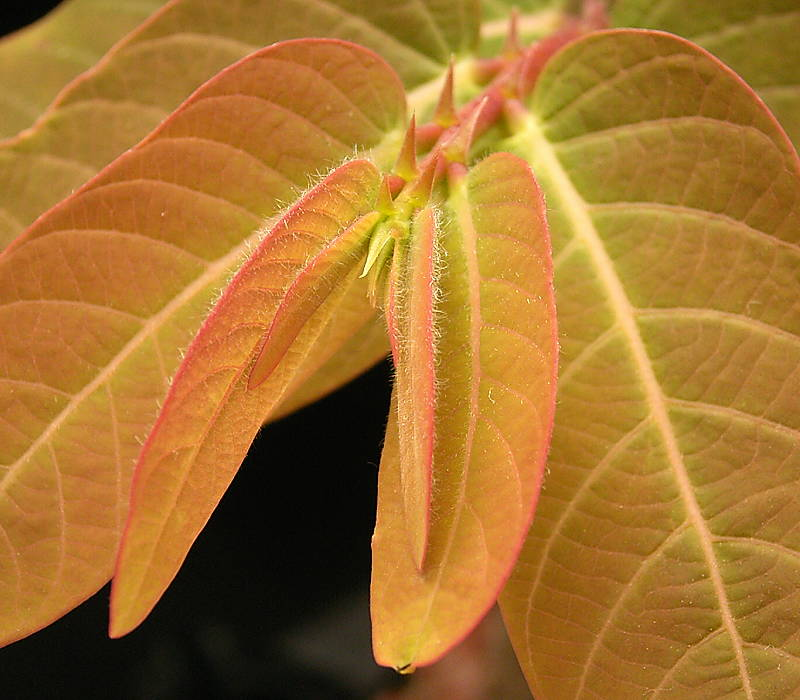
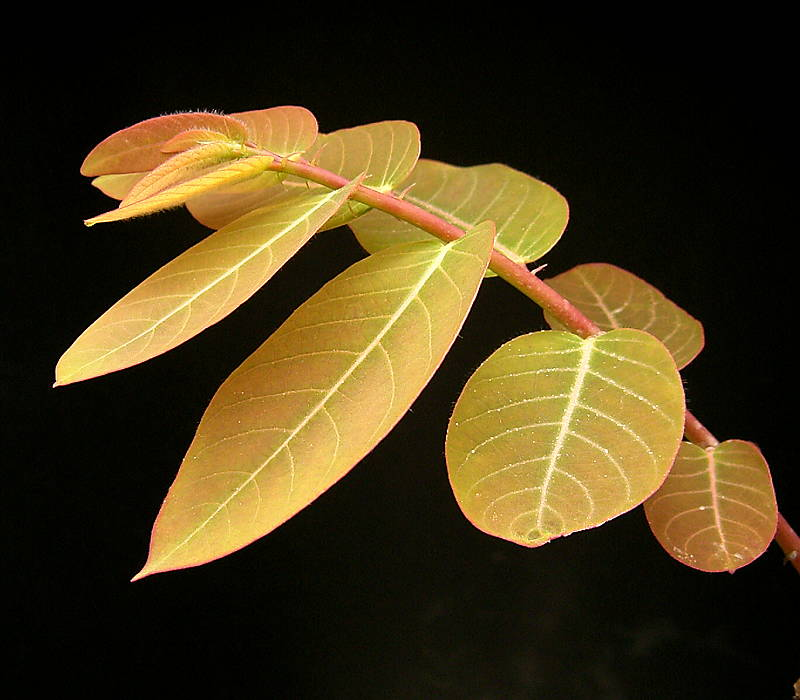
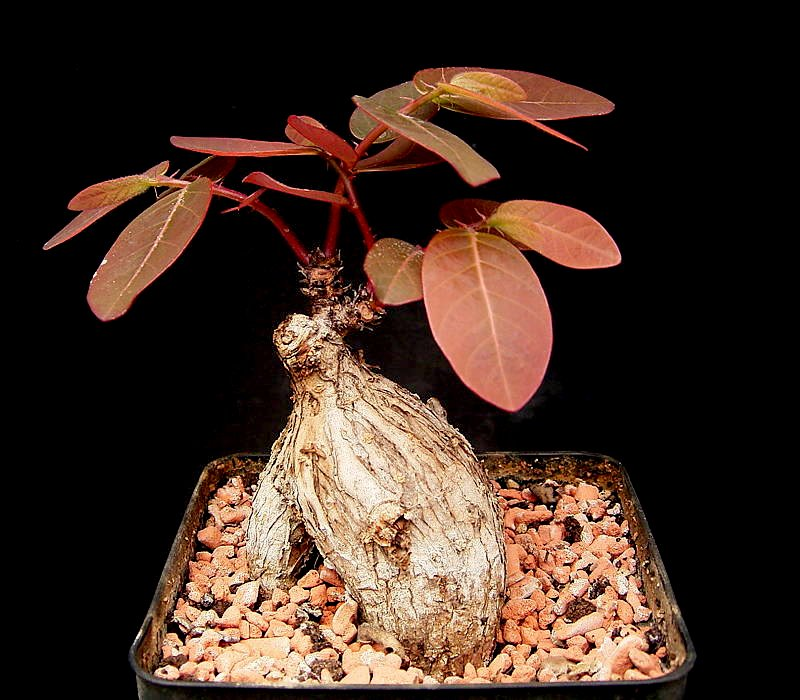
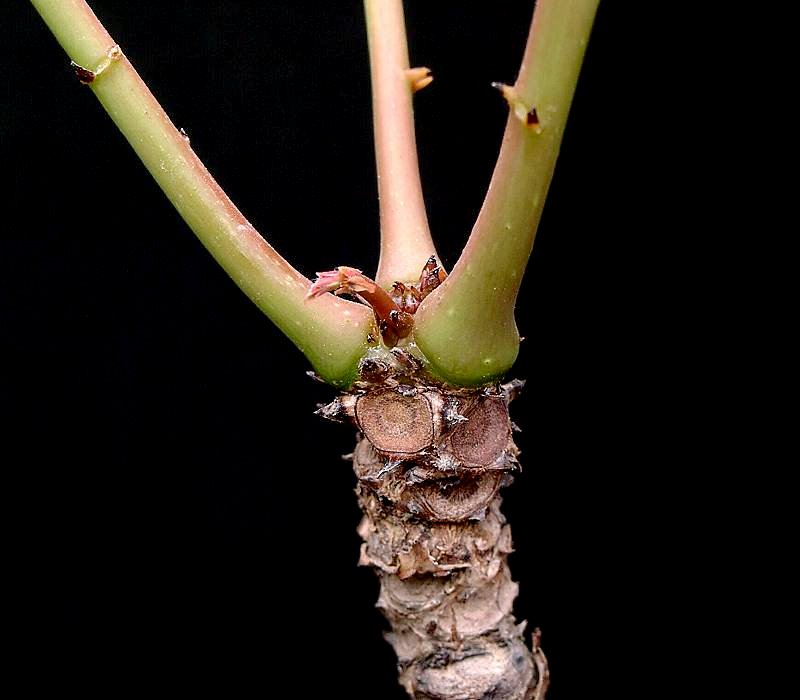